# 44 f.Kr.
44 f.Kr. var ett normalår som började en söndag i den proleptiska julianska kalendern, men i verkligheten antingen ett normalår som började en lördag, söndag eller måndag, eller ett skottår som började en fredag eller lördag i den julianska kalendern (se skottårsfelet i den julianska kalendern för mer information).

## Händelser

### Efter plats

#### Romerska republiken
- Julius Caesar och Marcus Antonius blir konsuler i Rom.
- 15 mars – Den romerske diktatorn Julius Caesar mördas av en grupp senatorer, bland dem Gaius Cassius Longinus, Marcus Junius Brutus och Caesars massilianske sjöbefälhavare, Decimus Brutus. Enligt legenden skall Caesars sista ord ha varit "Även du, min Brutus?" (latin "Et tu, Brute?"), men detta härrör sig från William Shakespeares pjäs om Caesar. Om han sade något över huvud taget är det troligare att han talade grekiska och då sade "Även du, min son?" (grekiska "Kai sy, teknon?"), vilka ord han riktade till sin styvson Brutus [1].
- 20 mars – Caesars begravs.
- Början av april – Octavianus återvänder från Apollonia i Dalmatien till Rom för att tillträda Caesars arv, mot sin mor Atias och styvfar Phillipus inrådan.
- 18–21 april – Octavianus försöker charma Cicero som är rasande på Marcus Antonius.
- Juni – Antonius blir guvernör på fem år över Gallia Transalpina (Frankrike) och Cisalpina (Norditalien).
- 2 september – Ciceros första Philippika (verbala anfall) mot Antonius publiceras. Han kommer att framställa totalt 14 stycken de kommande månaderna.
- December – Antonius belägrar Decimus Brutus i Mutina (Modena) med Decimus allierade Octavianus i närheten.

#### Egypten
- 2 september – Kleopatra VII av Egypten utnämner sin son till medregent under namnet Ptolemaios XV.

#### Europa
- Comosicus efterträder Burebista som kung av Dakien.

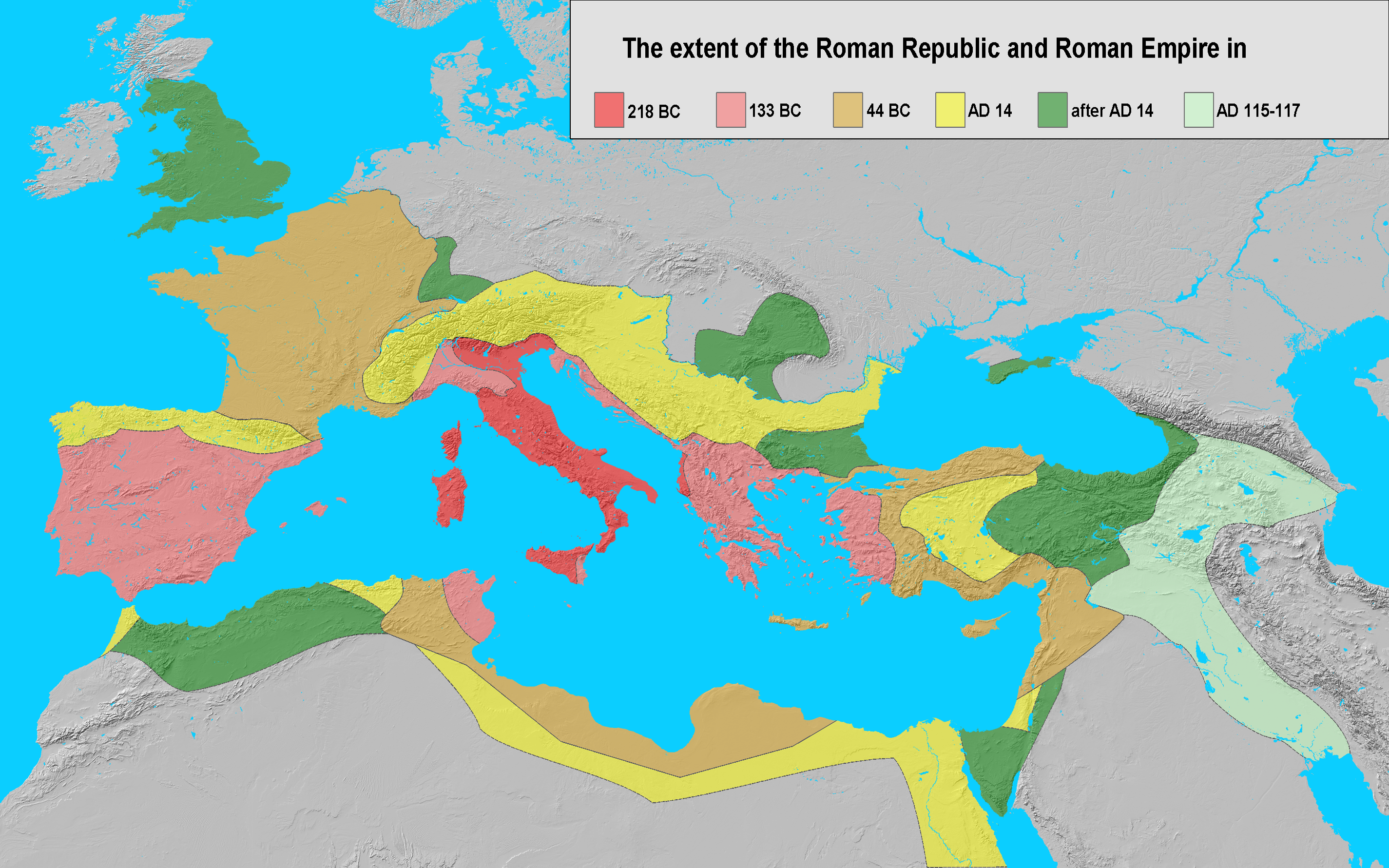
Romerska riket 44 f.Kr. (i mörk- och ljusrött samt oranget).

## Avlidna
- 15 mars – Julius Caesar, romersk fältherre och statsman (mördad)
- 26 juli – Ptolemaios XIV, farao av Egypten (för sista gången omnämnd detta datum)
- Burebista, kung av Dakien
- Antipatros, prokurator av Judeen och far till Herodes den store

### Fotnoter
1. ↑  Det hände i dag